# Línguas edequiris
As línguas edequiris são um ramo das línguas ioruboides falado no Togo, Benim e Nigéria. Pertencem à subfamília volta-níger e à família atlântico-congolesa das línguas nigero-congolesas. Esse grupo inclui:
- As línguas edês no qual está a ifé;
- A língua itsequiri;
- As línguas iorubás ulucumi, mocolé e iorubá.